# راكشا باندهان
راكشا باندهان (بالهندية: रक्षाबंधन) هو عيد من الأعياد الذي يحتفل به الهنود لتقديس العلاقة الأخوية بين الأشقاء. 

يحتفل الهنود سنويا خلال مهرجان يتم خلاله الاحتفال برابطة الأخوة وذلك بقيام الشقيقة بلف رباط يدعى راخي حول معصم شقيقها، بعدها يقوم هو بتقديم هدية لها تكون غالبا حلويات «الميثاي» ويعدها بالحفاظ عليها وحمايتها. 

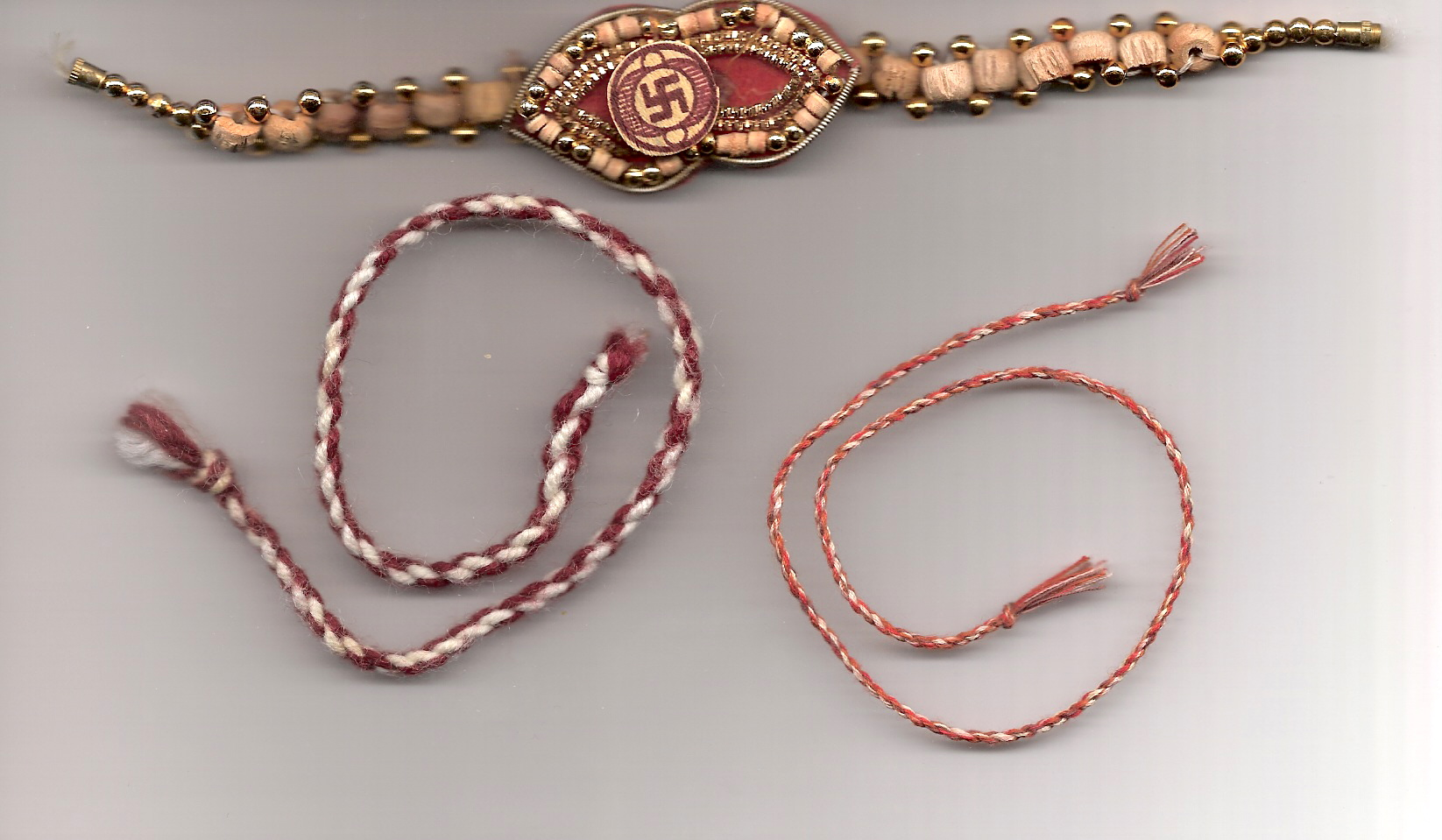
مثال لراخي يتم وضعه خلال المهرجان

لم يعد الآن من الضروري أن تكون الرابطة بين الأخوين رابطة قرابة دموية بل أصبح بإمكان أي اثنين لهما قرابة اسرية أو يشعران بالصداقة القوية ان يحتفلا بعيد الراكشا باندهان لتخليد «أخوتهما».